# Tentative de coup d'État en Géorgie de 1920
Le coup d'état en Géorgie de mai 1920 est une tentative infructueuse de prise de pouvoir par les bolcheviks de la République démocratique de Géorgie. S'appuyant sur la 11e Armée rouge de la Russie soviétique opérant dans l'Azerbaïdjan voisin, les bolcheviks tentent de prendre le contrôle d'une école militaire et de bureaux gouvernementaux dans la capitale géorgienne de Tbilissi le 3 mai 1920. Le gouvernement géorgien réprime alors les troubles à Tbilissi et concentre ses forces pour bloquer avec succès l'avancée des troupes russes à la frontière azerbaïdjanaise. La résistance géorgienne, combinée à une guerre difficile avec la Pologne, persuade les dirigeants communistes de reporter leurs plans pour la soviétisation de la Géorgie et de reconnaître la Géorgie comme une nation indépendante dans le traité de Moscou du 7 mai,,.

## Contexte
Après leur échec à obtenir le contrôle du gouvernement en Géorgie après la révolution russe de 1917, la plupart des dirigeants bolcheviks géorgiens déménagent en Russie soviétique, d'où ils dirigent des activités souterraines visant à saper le gouvernement dominé par les mencheviks à Tbilissi. Une série de tentatives pour mener une révolution paysanne contre les mencheviks est abandonnée de 1918 à 1919, mais les préparatifs d'une révolte à plus grande échelle sont lancés,.
Le renversement de la République démocratique d'Azerbaïdjan par l'Armée rouge en avril 1920 crée un précédent pour les bolcheviks en Géorgie. La Géorgie est dans une alliance de défense avec l'Azerbaïdjan depuis 1919, mais le gouvernement menchevik hésite à s'impliquer dans le conflit. Dans son discours du 30 avril, le Premier ministre géorgien Noé Jordania déclare que son pays est prêt à venir en aide à l'Azerbaïdjan à condition que le peuple de ce dernier se batte pour son indépendance. Mais comme les rouges rencontrent une résistance minimale à Bakou, le gouvernement géorgien choisit de ne pas le faire, une décision qui est fortement critiquée par l'opposition. En conclusion, Jordania déclare que la Géorgie, si elle était attaquée, défendrait son indépendance.

## Coup d'état

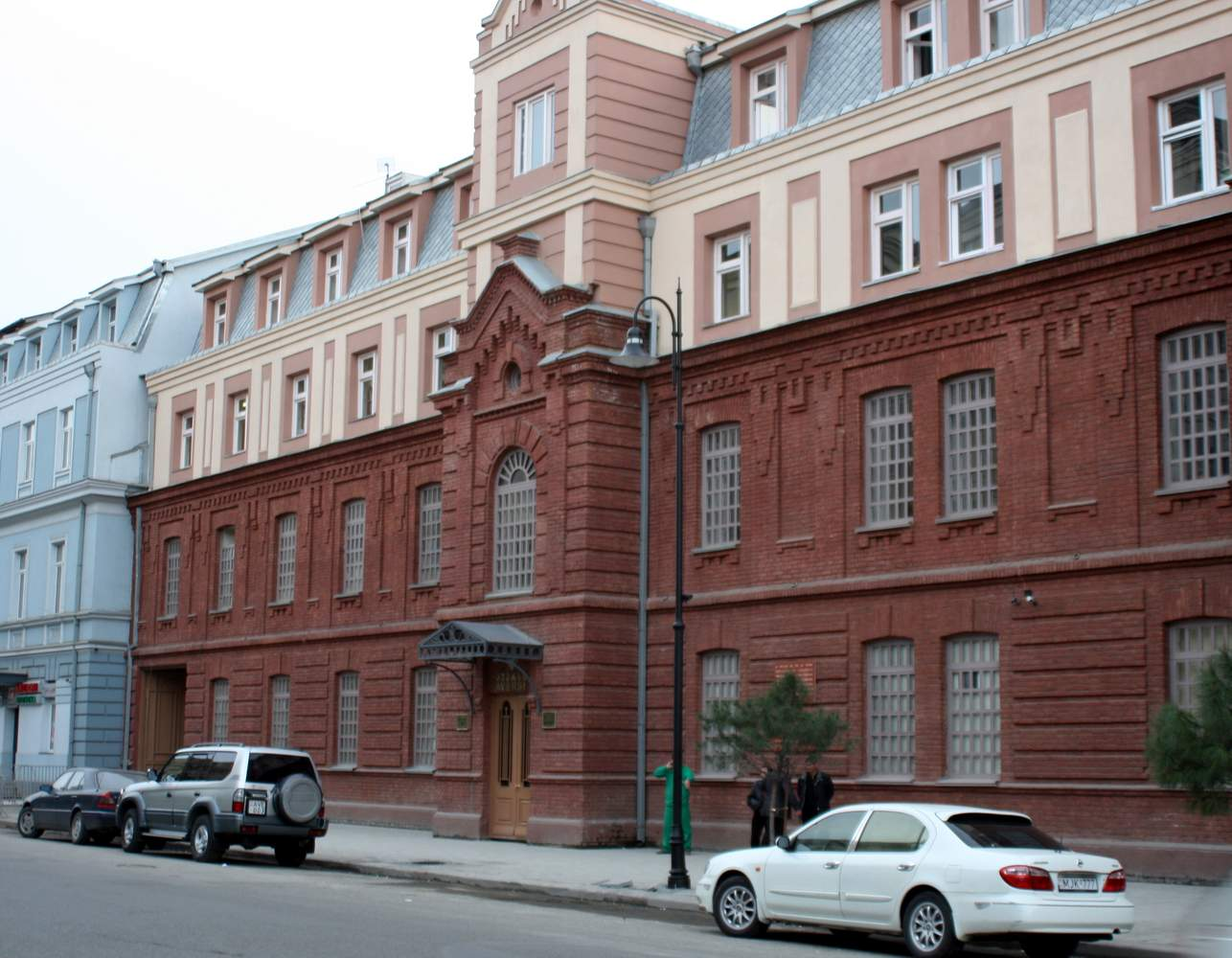
L'ancien collège militaire de Tbilissi, visé lors du coup d'État

Grigory Ordjonikidze, commissaire bolchevique de l'Armée rouge dans le Caucase et proche allié de Joseph Staline, tente de persuader le dirigeant russe Lénine d'autoriser une avancée en Géorgie. Le 1er mai, le gouvernement géorgien ordonne la mobilisation et nomme le général Guiorgui Kvinitadzé, directeur du Collège militaire de Tbilissi, commandant en chef. Les bolcheviks de Géorgie, convaincus que l'Armée rouge allait continuer sa marche en Géorgie, n'hésitent plus. À la suite des manifestations agitées de la Journée internationale des travailleurs du 1er mai et des troubles à Tbilissi, les bolcheviks forment et soutiennent des groupes armés pour prendre le contrôle des bâtiments gouvernementaux. Dans la nuit du 2 au 3 mai, quelque 25 combattants bolcheviks attaquent le Collège militaire de Tbilissi comme une étape préliminaire de la prise du pouvoir. Le général Kvinitadze est toujours en résidence là-bas. Lui et ses cadets résistent, tuant et blessant plusieurs assaillants. Par la suite, les chefs de file, trois bolcheviks arméniens, sont traduits en cour martiale et exécutés. La tentative de prise de pouvoir échoue et les bolcheviks sont rassemblés dans tout Tbilissi et d'autres villes géorgiennes,,.

## Affrontements frontaliers
Dans l'intervalle, l'Armée rouge, lorsqu'elle atteint la frontière géorgienne-azerbaïdjanaise, continue à avancer sur le territoire géorgien, apparemment de la propre initiative d'Ordzhonikidze. Ayant réussi à gérer les troubles à Tbilissi, le gouvernement géorgien concentre toutes ses forces à la frontière avec l'Azerbaïdjan et repousse les détachements de l'Armée rouge, organisant une contre-offensive. Le gouvernement russe essaye de soutenir que ces combats proviennent d'un conflit local entre la Géorgie et l'Azerbaïdjan soviétique. Face à de nouvelles hostilités avec la Pologne, les Soviétiques concluent que dans les circonstances, il en coûterait trop cher d'ouvrir un deuxième front et d'occuper la Géorgie. Lénine décide pour le moment de renoncer à la tentative et accepte les négociations pour lesquelles la délégation géorgienne est à Moscou depuis la fin avril, quelques jours avant la tentative d'invasion. Le 7 mai 1920, la Russie et la Géorgie signent un traité de reconnaissance mutuelle,,,.